# Bargelas
Bargelas es una localidad perteneciente al municipio de Vega de Valcarce en la comarca leonesa del Bierzo. Se encuentra ubicada al oeste de la capital municipal, junto a la regueira de Seara, a una altura aproximada de 810 metros. Su población, en 2013, es de siete habitantes. Administrativamente, forma, junto a La Faba, una única  Entidad Local Menor.

## Historia
En 1858 contaba con la categoría de lugar y 36 habitantes.

## Comunicaciones
La carretera LE-4112 comunica Bargelas con La Faba.